# Te Kahui Kaupeka Conservation Park
Der Te Kahui Kaupeka Conservation Park ist ein Naturschutzpark in der Region Canterbury auf der Südinsel von Neuseeland. Der Park untersteht dem Department of Conservation.

## Geographie
Der 93.800 Hektar große Te Kahui Kaupeka Conservation Park befindet sich südöstlich der Gebirgszüge der Neuseeländischen Alpen, zwischen dem Godley River im Westen und dem Havelock River sowie dem Rangitata River im Osten. Zu dem Schutzgebiet zählen die Gebirgszüge der Sibbald Range, der größte und nördliche sowie mittlere Teil der Two Thumb Range, der Richmond Range, der Black Mountain Range, der Brabazon Range, der Sinclair Range und zwei kleinere Teile der Sherwood Range und der Ben McLeod Range. Am südlichen Ende des Te Kahui Kaupeka Conservation Park befindet sich ein kleines separates Gebiet mit dem Mount Dobson Ski Area das mit zum Park gehört, ebenso wie das kleine, die Fläche eines Dreiecks abbildende Gebiet um die Spurs Hut, das sich im Südosten des Parks befindet.

## Flora und Fauna
Die Vegetation in den Bergen bestand vor der Zeit der Besiedelung Neuseelands in niedrigeren Höhen aus Tussock-Graslandschaften mit Tōtara und Tauhairauriki, eine Art Gebirgsbuche, und Felsbrockenlandschaften in höheren Lagen. Brandrodungen haben den größten Teil dieser Landschaft zerstört. Lediglich in den steileren Tälern an der Ostseite der Sinclair Range sind noch Waldreste der Gebirgsbuche zu finden und im oberen Bereich des Rangitata River kommen noch der Tōtara, die Celery Pine Mountain Toatoa, Pāhautea, eine Art Zeder vor. Große Flächen des Parks sind heute von Schnee-Tussock bedeckt, der bei Sonnenschein der Landschaft eine goldgelbe Farbe verleiht. Auch das endemisch vorkommende Spear grass „Aciphylla dobsonii“ und „Hebe buchananii“ ist in den weiten Flächen des Parks zu finden.
An heimischen Vögeln lebten einst der Haastadler, unter den Māori Pouākai genannt, der flugunfähige Riesenvogel Moa, die South Island Goose, der Adzebill, die Takahē, der Kākāpō, von denen die ersten vier bereits ausgestorben sind. Heute haben eine exotische Mischung an einheimischen Vögeln im Te Kahui Kaupeka Conservation Park ihren Lebensraum. Zu ihnen zählen der endemische Schwarzer Stelzenläufer (Kakī), die Saumschnabelente, die in Neuseeland Blue Duck und unter den Māori Whio genannt wird, der Maorifalke (Kārearea), der Felsenstummelschwanz (Pīwauwau), der Schiefschnabel (Ngutu) und den Kea.
Drei verschiedene arten von Eidechsen (Ngārara) und acht verschiedene Arten von Grashüpfern (Kōwhitiwhiti) sind ebenfalls in dem Park zu finden. Darunter befindet sich der größte in Neuseeland, aber selten vorkommende Grashüpfer, Sigaus villosus. Zwei verschiedene Arten der Wētā, die Stone Wētā (Hemideina maori) und die Alpine Scree Wētā (Deinacrida sp.) haben in dem Park ihren Lebensraum.

## Freizeitaktivitäten
In dem Park ist es erlaubt zu wandern, zu fischen, in zwei Skigebieten Wintersport zu betreiben, zu jagen und mit dem Mountainbike zu fahren. Auch das Mitführen von Hunden ist erlaubt. Bei all diesen Aktivitäten sind die Anweisungen des Department of Conservation zu beachten, das die Aufsicht über den Park führt und das Gebiet betreut.